# Повой Пирсона
Повой Пирсона (лат. Calystegia peirsonii) — вид рода Повой (Calystegia) семейства Вьюнковые (Convolvulaceae).
Вид назван в честь его коллектора, американского ботаника Фрэнка Уоррингтона Пирсона.

## Ботаническое описание
Многолетнее корневищное растение, слабо опушённое. Стебли полегающие, до 40 см длиной. Листья сине-зелёные, узкие, треугольные, лопастные, до 2 см длиной.
Цветоносы длинной от 2 до 8 см и, как правило, меньше, чем сопровождающие их листья. Прицветники продолговатые, 3-7 мм длиной. Чашелистики 9—13 мм длинной. Венчик белый, 25—40 мм длиной.
Цветение в мае—июне.

## Распространение
Эндемик Калифорнии: встречается от гор Сан-Габриель до пустыни Мохаве.